# 울트라복스
울트라복스(Ultravox)는 영국의 뉴 웨이브 밴드로 1974년 4월 런던에서 타이거 릴리(Tiger Lily)라는 이름으로 시작되었다. 1980년에서 1986년에 걸쳐 울트라복스는 영국에서 7개의 톱 10 앨범과 17개의 톱 40 싱글을 기록했다. 가장 히트한 곡은 1980년에 발표한 <Vienna>다.
1974년에서 1979년까지 보컬인 존 폭스(John Foxx)가 밴드를 움직이는 주원동력이었다. 하지만 1979년 폭스가 솔로로 활동하기 위해 탈퇴하면서 밋지 유르(Midge Ure)가 리드 보컬과 기타를 맡게 된다. 이전에 유르와 키보드 연주자인 빌리 커리(Billy Currie)는 《Visage》스튜디오 프로젝트에 함께 했었다. 밋지 유르는 울트라복스에 생기를 불어넣었고 1988년 해산할 때까지 밴드를 성공가도에 올려놓았다.
1992년 커리를 주축으로 한 새로운 라인업으로 다시 시작했지만 두 개의 앨범은 상업적 성공을 거두지 못했고 한 개의 싱글만이 영국 싱글차트 90위에 올랐을 뿐이었다.
울트라복스 전성기 멤버였던 커리, 유르와 함께 베이시스트인 크리스 크로스(Chris Cross)와 드러머 워렌 캔(Warren Cann)이 2008년 재결합하여 2009년과 2010년 리유니온 공연을 연이어 벌였고 2012년 5월, 새로운 정규 앨범 《Brill!ant》를 발표하여 영국 앨범 차트 21위까지 올랐다. 2013년 11월 울트라복스는 심플마인즈(Simple Minds) UK아레나 공연에 4일간 특별 게스트로 함께 했다. 2017년 커리와 유르 둘 모두 울트라복스는 이제 과거의 일이라는 뜻을 표하면서 이 공연이 마지막이 되었다.

## 음반 목록

### 정규
- 《Ultravox!》 (1977)
- 《Ha!-Ha!-Ha!》 (1977)
- 《Systems of Romance》 (1978)
- 《Vienna》 (1980)
- 《Rage in Eden》 (1981)
- 《Quartet》 (1982)
- 《Lament》 (1984)
- 《U-Vox》 (1986)
- 《Revelation》 (1993)
- 《Ingenuity》 (1994)
- 《Brill!ant》 (2012)